# 金黃突額隆頭魚
金黃突額隆頭魚，為輻鰭魚綱鱸形目隆頭魚亞目隆頭魚科的其中一種，又名瘤鯛。分布於西太平洋區，包括日本南部、韓國及南中國海海域。體長可達100公分，主要在礁石區深度3-100公尺棲息，生活習性不明。年長大型雌性可轉變為雄性。

## 外部連結
- 維基物種上的相關：金黃突額隆頭魚